# Systropha alfkeni
Systropha alfkeni är en biart som först beskrevs av Brauns 1926.  Systropha alfkeni ingår i släktet Systropha och familjen vägbin. Inga underarter finns listade i Catalogue of Life.